# Distretto di Pazardžik
Il distretto di Pazardžik (in bulgaro Област Пазарджик?) è uno dei 28 distretti della Bulgaria.

## Comuni
Il distretto è diviso in 11 comuni:
| Comune       | Bulgaro    | Pop.    |
| ------------ | ---------- | ------- |
| Batak        | Батак      | 7.212   |
| Belovo       | Белово     | 10.291  |
| Bracigovo    | Брацигово  | 10.346  |
| Lesičovo     | Лесичово   | 5.528   |
| Pazardžik    | Пазарджик  | 132.158 |
| Panagjurište | Панагюрище | 28.498  |
| Peštera      | Пещера     | 24.116  |
| Rakitovo     | Ракитово   | 16.466  |
| Septemvri    | Септември  | 28.626  |
| Strelča      | Стрелча    | 5.379   |
| Velingrad    | Велинград  | 45.603  |